# Night of Champions 2010
Night of Champions 2010 è stata la terza edizione dell'omonimo evento in pay-per-view prodotto annualmente dalla WWE. L'evento si è svolto il 19 settembre 2010 all'Allstate Arena di Rosemont.

## Storyline
Nella puntata di Raw del 23 agosto il General Manager anonimo ha indetto una serie di match, da disputarsi la sera stessa, per determinare il contendente n°1 del WWE Champion Sheamus; con questi che avrebbe poi potuto scegliere il proprio avversario. Più avanti, durante lo show, Edge (sconfiggendo R-Truth), Chris Jericho (sconfiggendo The Great Khali) e Randy Orton (sconfiggendo John Morrison e Ted DiBiase in un Triple Threat match) hanno vinto i loro rispettivi incontri, mentre John Cena è stato sconfitto dallo United States Champion The Miz per squalifica. Sempre nella stessa puntata il leader del Nexus, Wade Barrett, ha deciso di sfidare Sheamus ad un match per il titolo, sfruttando l'opportunità che aveva ottenuto dopo aver vinto la prima stagione di NXT. Poco dopo, il General Manager anonimo ha tuttavia sancito un Six-Pack Elimination Challenge match tra Sheamus, Barrett, Edge, Jericho, Orton e Cena (aggiunto all'incontro poiché aveva solamente perso per squalifica) con in palio il WWE Championship per Night of Champions. Nella puntata di Raw del 6 settembre John Morrison ha sconfitto Jericho, prendendo il suo posto nell'incontro di Night of Champions. Nella puntata di Raw del 13 settembre Jericho ha tuttavia ripreso il suo posto, a discapito di Morrison, dopo che aveva sconfitto i WWE Tag Team Champions, la Hart Dynasty (Tyson Kidd e David Hart Smith), in un Handicap Steel Cage match.
Il 15 agosto, a SummerSlam, dopo che Kane aveva difeso con successo il World Heavyweight Championship contro Rey Mysterio, il rientrante The Undertaker è apparso improvvisamente dinanzi a Mysterio, prendendosela prima con lui per poi attaccare Kane, il quale lo ha tuttavia colpito con un Tombstone Piledriver. Nella puntata di SmackDown del 3 settembre, dopo continui attacchi tra i due, Kane ha sfidato The Undertaker ad un match con in palio il suo World Heavyweight Championship per Night of Champions; con questi che ha poi accettato. Nella puntata di SmackDown del 10 settembre l'incontro di Night of Champions tra i due è stato modificato in un No Holds Barred match.
A SummerSlam, Melina ha sconfitto la campionessa Alicia Fox, conquistando così il Divas Championship per la seconda volta; tuttavia, al termine all'incontro, le Women's Champion Layla e Michelle McCool (entrambe detentrici del titolo) hanno brutalmente attaccato Melina, dichiarando di voler sconfiggere tutte le lottatrici del roster di Raw. Nella puntata di Raw del 30 agosto Layla e la McCool hanno sfidato Melina ad un match con in palio sia il Divas Championship che il Women's Championship. Un Lumberjill match tra Melina e la McCool per l'unificazione dei due titoli è stato poi annunciato per Night of Champions.
A SummerSlam, Daniel Bryan è rientrato a sorpresa in WWE (dopo essere stato licenziato a giugno) per fronteggiare i suoi ex compagni del Nexus, entrando a far parte del Team WWE in sostituzione dello United States Champion The Miz (suo mentore ai tempi della prima stagione di NXT). Successivamente, dopo continui attacchi tra i due, è stato sancito un match tra The Miz e Bryan con in palio lo United States Championship per Night of Champions.
A SummerSlam, il match per l'Intercontinental Championship tra Kofi Kingston e il campione Dolph Ziggler è terminato in no-contest (e senza quindi il cambio di titolo) a causa dell'intervento del Nexus. Nelle due successive puntate di SmackDown, Ziggler ha difeso con successo il titolo contro Kingston, perdendo però prima per squalifica e poi per count-out. Nella puntata di SmackDown del 27 agosto il General Manager dello show, Theodore Long, ha quindi annunciato un match tra Ziggler e Kingston con in palio l'Intercontinental Championship per Night of Champions, aggiungendo però una stipulazione all'incontro: se Ziggler perderà per squalifica o per count-out, perderà anche il titolo in favore di Kingston.
A SummerSlam, il solo Big Show ha sconfitto la Straight Edge Society (CM Punk, Luke Gallows e Joey Mercury) in un Handicap match. Successivamente, dopo continui attacchi, è stato sancito un match tra Punk e Big Show per Night of Champions.
Per Night of Champions è stato inoltre annunciato un Tag Team Turmoil match con in palio il WWE Tag Team Championship della Hart Dynasty (Tyson Kidd e David Hart Smith).

## Risultati
| #       | Incontri                                                                               | Stipulazioni                                                                           | Durata |
| ------- | -------------------------------------------------------------------------------------- | -------------------------------------------------------------------------------------- | ------ |
| Kickoff | John Morrison ha sconfitto Ted DiBiase Jr. (con Maryse)                                | Single match                                                                           | —      |
| 1       | Dolph Ziggler (c) (con Kaitlyn e Vickie Guerrero) ha sconfitto Kofi Kingston           | Single match per il WWE Intercontinental Championship                                  | 12:42  |
| 2       | Big Show ha sconfitto CM Punk                                                          | Single match                                                                           | 04:43  |
| 3       | Daniel Bryan ha sconfitto The Miz (c) (con Alex Riley) per sottomissione               | Single match per il WWE United States Championship                                     | 12:29  |
| 4       | Michelle McCool (Women's Champion) ha sconfitto Melina (Divas Champion)                | Lumberjill match per l'unificazione del Divas Championship con il Women's Championship | 06:34  |
| 5       | Kane (c) ha sconfitto The Undertaker                                                   | No holds barred match per il World Heavyweight Championship                            | 18:29  |
| 6       | Cody Rhodes e Drew McIntyre hanno vinto eliminando per ultimi Evan Bourne e Mark Henry | Tag team turmoil match per il WWE Tag Team Championship                                | 11:42  |
| 7       | Randy Orton ha sconfitto Chris Jericho, Edge, John Cena, Sheamus (c) e Wade Barrett    | Six-pack elimination challenge per il WWE Championship                                 | 21:28  |

Eliminazioni nel Tag team turmoil match
| #         | Tag-team                                             | Ordine di entrata | Eliminati da                | Metodo di eliminazione |
| --------- | ---------------------------------------------------- | ----------------- | --------------------------- | ---------------------- |
| 1°        | The Hart Dinasty (c) (David Hart Smith e Tyson Kidd) | 1°                | The Usos                    | Superkick              |
| 2°        | The Usos (Jey Uso e Jimmy Uso)                       | 3°                | Evan Bourne e Mark Henry    | Air Bourne             |
| 3°        | Santino Marella e Vladimir Kozlov                    | 2°                | The Usos                    | Samoa drop             |
| 4°        | Evan Bourne e Mark Henry                             | 4°                | Cody Rhodes e Drew McIntyre | Cross Rhodes           |
| Vincitori | Cody Rhodes e Drew McIntyre                          | 5°                |                             |                        |

Eliminazioni nel Six-pack elimination challenge
| #         | Wrestler      | Eliminato da | Metodo di eliminazione |
| --------- | ------------- | ------------ | ---------------------- |
| 1°        | Chris Jericho | Randy Orton  | RKO                    |
| 2°        | Edge          | John Cena    | AA                     |
| 3°        | John Cena     | Wade Barrett | Wasteland              |
| 4°        | Wade Barrett  | Randy Orton  | RKO                    |
| 5°        | Sheamus (c)   | Randy Orton  | RKO                    |
| Vincitore | Randy Orton   | Randy Orton  | Randy Orton            |